# 何高俊
何高俊醫生，OBE[?]（1878年8月10日—1953年6月6日），香港醫生和教育家，1907年加入華民政務司署華人公立醫局委員會轄下的東約公立醫局擔任醫務官，雖然在翌年轉為私人執業，但此後長時間提供義診服務，至1949年方告從醫局退休。
何高俊早年受教於皇仁書院和香港华人西醫書院，與孫中山同為西醫書院校友。他在1901年畢業後展開行醫生涯，但也響應孫中山的號召投身反清革命活動，至清朝覆亡後獲起用為廣東省衛生司副司長，但革命黨人與袁世凱決裂後一度遭到拘禁，此後返回香港。何高俊在港期間一直堅持在東約公立醫局為貧苦大眾提供義診，並在1911年成功向香港政府爭取在石水渠街興建醫局新址，以及在1919年為醫局增設產房。1941年香港淪陷以後，何高俊仍隻身留守醫局，且不惜變賣家財以維持醫局營運，使醫局服務不致中斷。香港重光後，港府特於1949年向他頒授OBE（名譽）勳銜，以誌其義舉。
除東約公立醫局的工作外，何高俊曾在1908年參與創辦體育學校、1910年參與籌組中華游樂會，以及在1922年至1923年出任香江養和園（養和醫院前身）首任董事會主席。何高俊也是虔誠的基督徒，與香港開埠初年的華人牧師何福堂同宗，他的女兒何中中博士則為香港教育家，曾任香港真光中學校長。

## 生平

### 早年生涯
何高俊祖籍廣東南海，1878年8月10日生於香港，與香港開埠早期的華人牧師何福堂同宗，而何高俊也是虔誠的基督徒。何高俊早年曾在皇仁書院念书，後來憑藉優異的学习成绩，榮獲庇理羅士獎學金，得以於1896年考入香港大學醫學院的前身香港华人西醫書院接受專業訓練。他在1901年以最優等成績畢業，並獲頒發香港华人西醫書院醫藥及外科證書（L.M.S.H.），從而取得行醫資格。毕业之后，何高俊曾返回香港华人西醫書院兼任骨學和外科導師，並著有《初級急救要法》和《瘧疾病源及治法》等以中文寫成的医学著作，是香港早年重要的中文醫科參考書之一。
何高俊與中國革命家孫中山同為香港华人西醫書院校友，兩人也彼此認識。何高俊行醫初年正值晚清，孫中山正在積極組織反清革命事業，並在香港設立革命基地，何高俊也從中提供協助，為反清革命份子提供和傳遞秘密情報。在1910年，他還加入中國同盟會的分支廣東醫學共進會，進一步支持革命活動。

### 醫務生涯
自西醫書院畢業以後，何高俊最初在1901年獲聘任為東華醫院署理駐院醫生，同年獲港府認可為公眾牛痘接種員。未幾，他在1902年轉任政府細菌學家威廉·亨德醫生（Dr. William Hunter）的第一實驗室助理，復於1903年出任那打素醫院及何妙齡醫院駐院產科醫生。任內他在醫院首創產科班，協助培訓不少本地的產科醫生。

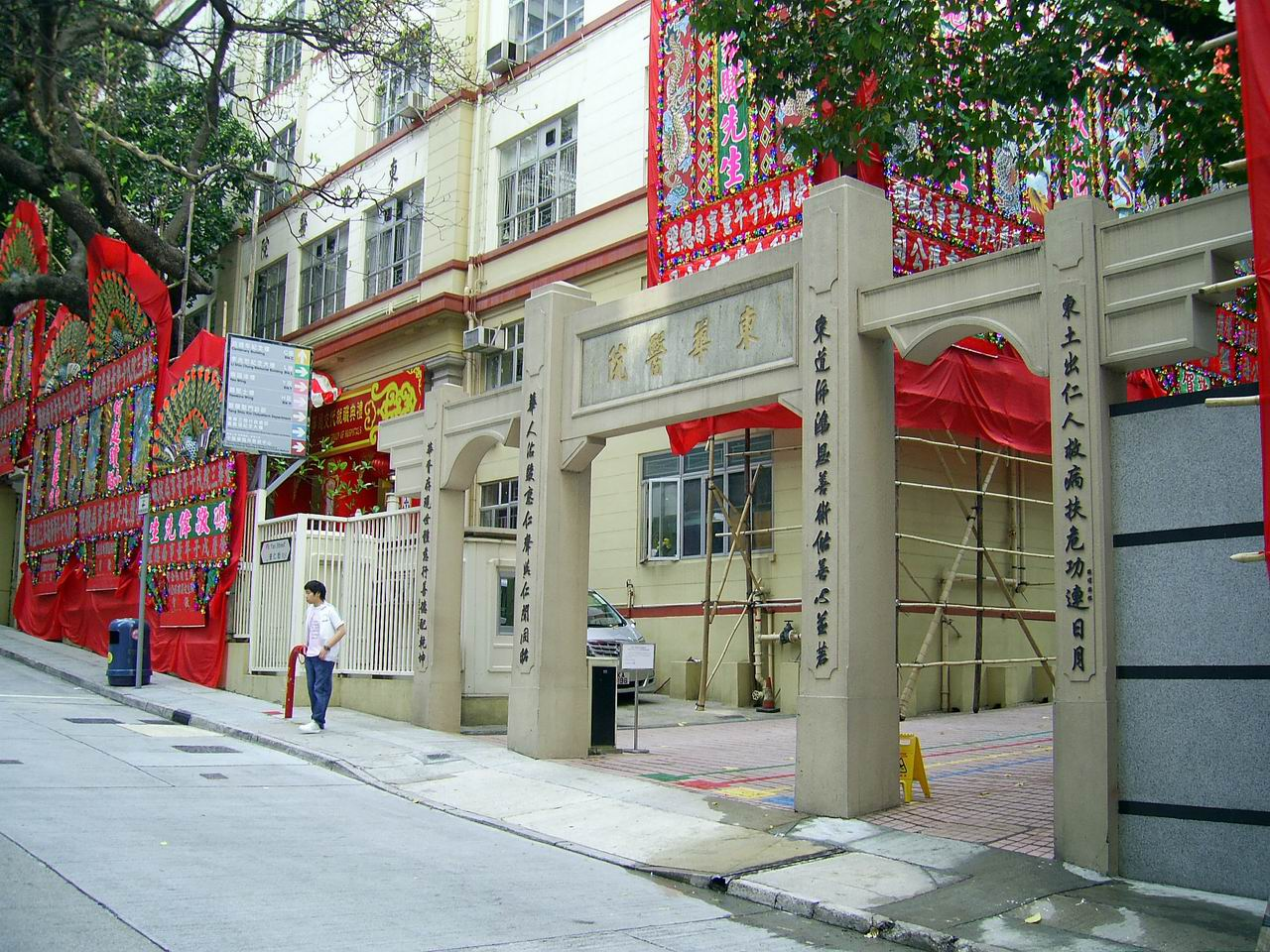
何高俊曾於東華醫院任職署理駐院醫生

何高俊在1907年到華民政務司署華人公立醫局委員會轄下的東約公立醫局出任醫務官，未幾於翌年轉為私人執業。當時香港的華人執業醫生為數甚少，需求甚大，因此何高俊的私人業務也相當興旺。雖然如此，他仍繼續在公立醫局義務工作，為當地居民提供義診服務。此外，有鑒於醫局位於灣仔皇后大道東地下205號的院址細小不敷應用，他更率先提出遷址以應付區內殷切的需要。有關倡議旋獲東約居民踴躍捐款以示支持，香港政府最終答應在石水渠街撥地興建新的醫局，復於1911年落成啟用，為當地華民提供更有效率的醫療服務。
1911年，清廷隨辛亥革命覆亡，孫中山在1912年1月受任為中華民國臨時大總統，他以來自香港的李樹芬醫生出任廣東省衛生司，而何高俊也憑藉與孫中山的關係出任衛生司副司長，任內曾於1913年發表〈廣東省政府取締醫務之原因〉一文。及後，革命黨人與袁世凱的北洋政府關係決裂，爆發二次革命，袁世凱即派龍濟光於1913年8月出任廣州都督，大捕革命黨人，並在1915年稱帝施行洪憲帝制。何高俊在事件中也受牽連，曾一度遭到拘禁，幾經外間斡旋下才獲釋返回香港。
何高俊返回香港後重新義務擔任東約公立醫局主任醫官，當時他有見傳統的接生方法欠缺衛生，而且死亡率高，於是提出在醫局內增設西式產房，實行以西法接生。有關建議在得到地區居民的支持下得以落實，增建的產房復於1919年落成啟用，因收費廉宜，廣受一般市民歡迎，每年在醫局留產者達千人以上。此後何高俊繼續在公立醫局主持義診和義務接生，工作從不間斷，而歷年來在醫局就診者累計在百萬以上，留產者也累計達數萬以上。
在1922年，何高俊又與尹文楷、關心焉、黃菖霖、趙學、馬祿臣及吳天保等本地華人西醫合作，把跑馬地的愉園遊樂場改建為香江養和園（養和醫院前身），為較富裕的華人社區提供私家西式療養服務。董事會最初由何高俊擔主席，負責對養和園的草創和早期發展奠下基石，在任一年後於1923年卸任，由周懷璋醫生接替。養和園早期僅為療養院，到1926年李樹芬醫生接任董事會主席後才改名為養和醫院，繼續發展醫院的醫療業務。
除了醫務工作外，何高俊還參與其他社會工作，當中包括在1908年與李自重、林藻慶和胡爾棟等人創立體育學校。體育學校校址最初設於中環荷里活道，晚間開設成人體育訓練班，日間兼辦小學，該校是早期少數取得團體法人地位的華人組織，以確保學校的辦學宗旨不變。何高俊在創校後獲推舉出任校董會主席及小學義務校長，兼教衛生，任內發起籌款建校，促成在1910年購入中環鐵崗1號獨立屋作為新的校址。體育學校雖是一所以教習中文為主的學校，但學校不單設有體育科，校名也特別冠以「體育」一詞，希望透過教育推廣體育活動。
為了向華人上流社會推廣體育活動，何高俊與何啟爵士等華人紳商復於1910年籌組中華游樂會，並由他出任會長。游樂會初年規模細小，只設有中華游泳會，會員僅20人，泳會也沒有會址，只有一個用竹棚搭建的簡陋泳棚。經何啟爵士和韋寶珊爵士等華人代表向港府爭取後，港督盧嘉爵士才於1912年於大坑村撥地，讓中華游樂會興建永久會址，此後中華游樂會才逐漸發展成類似香港會一類西式紳士會所，但對象為上流社會華人的私人會所。

### 晚年生涯
何高俊除了私人執業外，同時在東約公立醫局義診多年。及至1941年12月香港淪陷，展開三年零八個月的日治時期後，何高俊創辦的體育學校被迫停辦，但為了照顧灣仔貧苦大眾的醫療需要，他仍堅持在醫局的義診工作。當時醫局未能得到日治政府資助，再加上戰時局勢緊張，物資短缺，使醫局面臨極大的營運問題。儘管如此，何高俊卻不惜變賣家財，為醫局提供必要的營運資金，而且還獨自寓居於醫局樓上，堅持留守醫局，使基本服務得以維持。

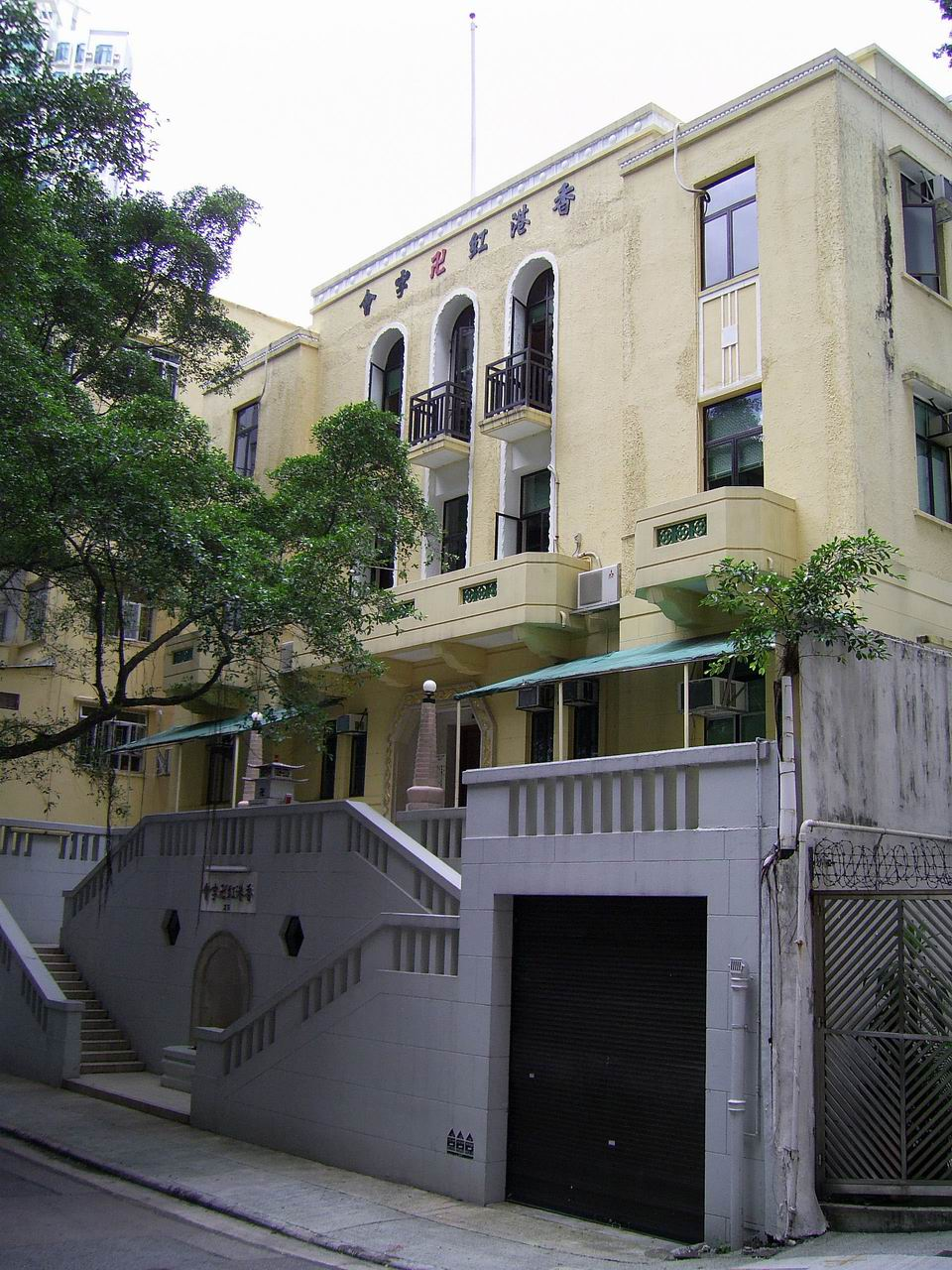
何高俊晚年曾每日於大坑的紅卍字會贈醫處擔任義工

1945年8月，日本無條件投降，標誌著香港重光，英國重新恢復管治，但何高俊的義診工作仍不間斷。為了表揚他多年來的義診工作，特別是香港淪陷期間的表現，他在1949年6月的英皇壽辰授勳名單中獲頒OBE（名譽）勳銜，同年12月30日在港督府由港督葛量洪爵士親自授勳，以示褒揚。同年9月，年屆71歲的何高俊始告從東約公立醫局退休，結束與醫局前後約40多年的工作關係，退休時更獲院方特別頒發紀念品，以作紀念。
何高俊從公立醫局退休後，仍每日於大坑的紅卍字會贈醫處擔任義工，至1950年因患高血壓才停止工作。=1951年5月，何高俊的病情惡化，糾纏兩年後，至1953年4月病況加劇，終於在同年6月6日下午8時58分病逝於東約公立醫局舊寓內，終年74歲。何高俊身後，遺體即於6月7日大殮，翌日下午4時15分於萬國殯儀館舉行安息禮拜，由中華基督教會灣仔堂主任譚志天牧師和合一堂李貞明牧師主持，並由灣仔堂詩班和香港真光中學高中部詩班合唱哀歌，場面肅穆。
由於何高俊生前堅持在公立醫局義診多年，到場致悼者除有港府醫務總監楊國璋醫生、已故華人公立醫局委員會副主席曹善允博士的夫人及家屬成員外，還包括不少華人士紳、醫學界人士、甚至是灣仔區街坊和曾與何高俊共事的醫局員工，出席人數逾千。安息禮拜過後，悼念隊伍出發護送遺體到掃桿埔印度火葬場舉行火葬儀式，至晚上才告結束。雖然何高俊的遺屬事前已發聲明僅受花圈賻金，但在安息禮拜當日仍收到各方致送的花圈320餘份，至於所收的賻金約4,100港元，則全數撥捐喜靈洲痲瘋病院，以體現何高俊生前行善的精神。

## 個人生活
何高俊有一妻馬氏，一家均信奉基督教，夫婦育有兩名兒子，長子何法中、次子何健中，但皆早夭。何高俊夫婦也有三名女兒，三女何中中博士是女教育家，1946年至1974年擔任香港真光中學校長，曾獲港府奉委非官守太平紳士及頒授MBE勳銜；四女何育中為劉美恩夫人，夫婦倆育有子女；五女何尾中則隨何中中在香港真光中學任教。

## 部份著作
- 《初級急救要法》
- 《瘧疾病源及治法》
- 〈廣東省政府取締醫務之原因〉，1913年
- 《何福堂先生事略》[18]

## 榮譽
- 以下列出榮譽全稱及縮寫：^ 
  - 英帝國官佐（名譽）勳章（O.B.E. (Hon.)） （1949年6月英皇壽辰授勳名單[19]）

## 注腳
1. ↑  Smith (1986), p. 151.
2. 1 2 3 4 5 6 7 8 9 10 11 12 13 14 15 16 17 18 19 20 21  〈何高俊醫生昨晚逝世〉（1953年6月7日）
3. 1 2 3 4 5 6 7 8  Wright (1908), p. 180.
4. ↑  "Chung Chung HO" (1975)
5. 1 2  "Notable Doctors from the First 100 Years" (13 May 2010)
6. ↑  "No. 595", Hong Kong Government Gazette, 9 October 1901.
7. ↑  Starling (2007), p. 182.
8. 1 2 3 4  〈何高俊退休，服務四十載榮獲OBE勳銜〉（1949年9月5日）
9. 1 2  "King's Birthday Honours" (9 June 1949)
10. 1 2 3  《養和醫院歷史集1922－2007》（2007年），19頁。
11. 1 2  〈香港第一間設有體育科的學校〉（2005年）
12. 1 2  Hoh (1926), p. 194.
13. 1 2  〈華人游泳會成立〉（2005年）
14. ↑  〈今日英皇壽辰港府公佈授勳名單〉（1949年6月9日）
15. ↑  〈昨日督轅隆重授勳，港督親自主持典禮〉（1949年12月31日）
16. 1 2 3 4  〈何高俊醫生出殯哀榮〉（1953年6月9日）
17. ↑  〈醫界名宿何高俊醫生出殯榮哀〉（1953年6月9日）
18. ↑  查時傑（1983年），頁13。
19. ↑  "Supplement to Issue 38628 （页面存档备份，存于）", London Gazette, 3 June 1949, p. 24.

### 中文資料
- 〈今日英皇壽辰港府公佈授勳名單〉，《華僑日報》第二張第一頁，1949年6月9日。
- 〈何高俊退休，服務四十載榮獲OBE勳銜〉，《華僑日報》第二張第一頁，1949年9月5日。
- 〈昨日督轅隆重授勳，港督親自主持典禮〉，《華僑日報》第二張第一頁，1949年12月31日。
- 〈何高俊醫生昨晚逝世〉，《華僑日報》第二張第二頁，1953年6月7日。
- 〈醫界名宿何高俊醫生出殯榮哀〉，《華僑日報》第二張第一頁，1953年6月9日。
- 〈何高俊醫生出殯哀榮〉，《工商日報》第五頁，1953年6月9日。
- 查時傑著，《中國基督教人物小傳（上卷）》。台灣：中華福音神學院出版社，1983年。
- 《養和醫院歷史集1922－2007》。香港：養和醫院，2007年。
- 〈華人游泳會成立〉，《香港6000年》。香港：齡記出版有限公司，2005年。
- 〈香港第一間設有體育科的學校〉，《香港6000年》。香港：齡記出版有限公司，2005年。

### 英文資料
- Edited by Wright, Arnold, Twentieth Century Impressions of Hongkong, Shanghai, and Other Treaty Ports of China: Their History, People, Commerce, Industries, and Resources. London: Lloyds Greater Britain Publishing Company, 1908.
- Hoh, Gunsun, Physical Education in China. The Commercial Press, Limited, 1926.
- "King's Birthday Honours", China Mail, 9 June 1949, p. 1.
- "Chung Chung HO", Honorary Degrees Congregation, Hong Kong: University of Hong Kong, 1975.
- Smith, Carl, "A Sense of History (Part I) （页面存档备份，存于）", Journal of the Royal Asiatic Society Hong Kong Branch Vol 26, 1986.
- Starling, Arthur E.,Plague, SARS, And the Story of Medicine in Hong Kong （页面存档备份，存于）. Hong Kong: Hong Kong University Press, 2007.
- "Notable Doctors from the First 100 Years", Hong Kong's First, 13 May 2010.

## 外部連結
- 養和醫院歷史集1922－2007